# Campsicnemus membranilobus
Campsicnemus membranilobus är en tvåvingeart som beskrevs av Octave Parent 1939. Campsicnemus membranilobus ingår i släktet Campsicnemus och familjen styltflugor. Inga underarter finns listade i Catalogue of Life.